# Urbain Johnson
Pour les articles homonymes, voir Johnson.
Urbain Johnson (27 janvier 1824 - avril 1917) est un homme politique, un juge de paix, un fermier et un milicien canadien.
Urbain Johnson est né le 27 janvier 1824 à Saint-Louis-de-Kent, au Nouveau-Brunswick. Son père était Simon Johnson, fermier acadien d'ascendance écossaise, et sa mère était Geneviève Vautour, une acadienne.
Selon ses dires, Urbain Johnson étudia à l'école élémentaire du village pendant six mois. Il devint ensuite fermier comme son père. Il joua un rôle actif dans l'administration locale, étant nommé juge de paix et officier de milice et se faisant élire au conseil municipal du comté de Kent. Il devint également vice-président de la Société centrale acadienne de colonisation, fondée en 1881.
Il fut élu député du comté de Kent à l'Assemblée législative du Nouveau-Brunswick lors d'une élection complémentaire en 1869 et garda son poste jusqu'en 1882. Il représenta à nouveau le comté de 1895 à 1908, date à laquelle il se retira de la politique. Ses mandats furent marqués par la Question des écoles du Nouveau-Brunswick. Il fut en effet l'un des seuls députés à s'être opposé à la Loi des écoles communes de 1871. En 1875, après l'affaire Louis Mailloux, il fut l'un des quatre seuls députés à s'opposer à la construction d'une prison et d'un poste de police permanent à Caraquet. Durant les années 1870, il se joint à d'autres députés et hommes d'affaires acadiens, dont Olivier Leblanc, pour fonder une compagnie vouée à la promotion du chemin de fer du Kent.
Urbain Johnson fut impliqué dans le mouvement nationaliste acadien de la fin du XIXe siècle. Il assista au congrès organisé par la Société Saint-Jean-Baptiste à Québec en 1880. Il fit aussi partie du comité exécutif des deux premières Conventions nationale acadienne, à Memramcook en 1881 et à Miscouche en 1884. Lors de la convention de 1881, il prononça un court discours passionné où il plaida en faveur de l'instauration de la fête nationale de l'Acadie le jour de l'Assomption et de l'élaboration des symboles nationaux distincts pour les Acadiens. 
En 1854, Urbain épouse Nathalie LeBlanc. Le couple aura quatre enfants.
Urbain Johnson est mort en avril 1917 à l'âge de 93 ans.